# 漆崎真子
漆﨑 真子（うるしざき まこ、1992年4月19日 - ）は、日本の女子バドミントン選手。山陰合同銀行所属。
バドミントン日本代表ナショナルチームに選出されている。

## 人物・経歴
石川県生まれ。兵庫県出身。7歳からバドミントンを始める。三田市立富士中学校から、兵庫県立伊丹北高等学校に進学。2009年、全国高等学校総合体育大会（インターハイ）に出場し、ベスト16に入った。高校卒業後は、筑波大学に進学した。2014年、全日本学生バドミントン選手権大会（全日本学生選手権）で8年ぶりの団体優勝に貢献し、女子シングルスでも3位に入った。同年、全日本総合バドミントン選手権大会（全日本総合選手権）に出場（初戦敗退）。山陰合同銀行の内定選手としてバドミントン日本リーグに出場した。大学卒業後、山陰合同銀行に入社。
2015年、全日本社会人バドミントン選手権大会（全日本社会人選手権）で準優勝。同年、全日本総合選手権に出場。1回戦は勝利するも2回戦で山口茜に惜敗し、ベスト16にとどまった。
2016年4月、フィンランドオープン2016に出場（2回戦敗退）。5月、日本ランキングサーキット大会で準優勝した。7月、ロシアで開催されたバドミントンホワイトナイツ2016で準優勝した。
2018年、全日本社会人で3位。同年の全日本総合では2回戦でA代表の佐藤冴香、準々決勝でB代表の三谷美菜津を破り、初めてベスト4進出。準決勝で奥原希望に敗れたものの全日本総合での活躍が評価され、バドミントン日本代表（B代表）に初めて選出された。
2019年、スウェーデンオープン2019で優勝。
日本ランキング12位（2019年1月11日現在）、世界ランキング127位（2019年1月29日現在）

## 主な戦績
国内大会
| 年   | 大会               | 種目           | 成績   | Name |
| ---- | ------------------ | -------------- | ------ | ---- |
| 2015 | 全日本社会人選手権 | 女子シングルス | 準優勝 |      |
| 2018 | 全日本総合選手権   | 女子シングルス | 3位    |      |

国際大会
| 年   | 大会                     | 種目           | 成績   | Name |
| ---- | ------------------------ | -------------- | ------ | ---- |
| 2016 | ホワイトナイツ2016       | 女子シングルス | 準優勝 |      |
| 2018 | 秋田マスターズ2018       | 女子シングルス | 準優勝 |      |
| 2019 | スウェーデンオープン2019 | 女子シングルス | 優勝   |      |